# GV (公司)
GV，前身為 Google Ventures，是 Alphabet Inc. 的風險投資部門，由比尔·马里斯創立，為科技公司提供種子、風險和成長階段的資金。該公司獨立於谷歌運營，並做出財務驅動的投資決策。 GV 尋求投資於從互聯網、軟件和硬件到生命科學、醫療保健、人工智能、交通、網絡安全和農業等各個領域的初創公司。 GV 於 2009 年作為 Google Ventures 成立。
同為Alphabet旗下風險投資機構，CapitalG主要投資已有穩定的基礎且準備好進行商業擴張的公司，而GV主要投資新公司。

## 原因和目的
GV 希望借助自身的风投经验、技术优势和品牌优势来支持有前景的新科技公司，GV 会对包括互联网、软件、清洁技术、生物技术、医疗在内的多个行业进行早期投资。其员工将成为了解投资领域及评估的重要资源。

## 外部連結
- 官方网站
- Google Ventures （页面存档备份，存于） on CrunchBase

1. ↑  . 美股之家. 2021-07-10  [2021-07-11]. （原始内容存档于2021-07-12）.